# Gobemouche chocolat
Melaenornis chocolatinus
Espèce
Statut de conservation UICN

 LC  : Préoccupation mineure
Le Gobemouche chocolat (Melaenornis chocolatinus, anciennement Dioptrornis chocolatinus) une espèce de passereaux de la famille des Muscicapidae.

## Habitat et répartition
Ses habitats naturels sont des forêts, des bois et des terres agricoles sur les hauts plateaux de l'Érythrée et l'Éthiopie.

## Taxonomie
S'appuyant sur diverses études phylogéniques, le Congrès ornithologique international (classification version 4.1, 2014) déplace cette espèce, alors placée dans le genre Dioptrornis, dans le genre Melaenornis.